# 伊族真缘吸虫
伊族真缘吸虫（学名：Euparyphium ilocanum）为棘口科真缘属的动物。分布于菲律宾、印度尼西亚、马来西亚以及中国大陆的广东等地，营寄生生活，终末宿主人、猴、狗、田鼠以及寄生于肠。

## 外部連結
- 維基物種上的相關：伊族真缘吸虫